# Ctenorhabdotus capulus
Famille
Genre
Espèce
Ctenorhabdotus capulus est une espèce éteinte de cténophores, la seule du genre Ctenorhabdotus et de la famille des Ctenorhabdotidae.

## Description
Cette espèce a été découverte en Colombie-Britannique dans les schistes de Burgess qui datent du Cambrien moyen, il y a environ 505 Ma (millions d'années).
Ctenorhabdotus capulus était équipé de 24 rangées de peignes, soit trois fois plus que les espèces modernes.